# Stalingrad (stanice metra v Paříži)
Stalingrad je přestupní stanice pařížského metra mezi linkami 2, 5 a 7. Nachází se na hranicích 10. a 19. obvodu v Paříži na křižovatce ulic Boulevard de la Villette, Avenue de Flandre a Rue du Faubourg Saint-Martin. Linka 2 zde vede po viaduktu, zbývající linky jsou v podzemí. Vzhledem k tomuto uspořádání jsou jednotlivá nástupiště od sebe značně vzdálená.

## Historie
Stanice byla otevřena 31. ledna 1903 při rozšíření linky 2 ze stanice Anvers do Alexandre Dumas (tehdy pod názvem Bagnolet). 5. listopadu 1910 sem byl doveden první úsek linky 7 v úseku Opéra ↔ Porte de la Villette. Protože však linka 2 vede v těchto místech po viaduktu a linka 7 v podzemí, nebyly stanice propojeny a každá byla samostatná. Teprve 12. října 1942, kdy sem byla prodloužena linka 5 ze stanice Gare du Nord (s pokračováním do Église de Pantin), byla všechna nástupiště propojena a vznikla jedna nová stanice.

## Název
Stanice linky 2 byla otevřena pod názvem Aubervilliers podle sousedního města. Stanice linky 7 se nazývala Boulevard de la Villette podle ulice. Po sloučení obou stanic v roce 1942 se nazývala Aubervilliers – Boulevard de la Villette.
10. února 1946 dostala své současné jméno na paměť bitvy u Stalingradu. I poté, co bylo město Stalingrad přejmenováno na Volgograd, si stanice ponechala své jméno, neboť odkazuje na historickou událost, nikoliv na sovětské jméno města.

## Zajímavosti v okolí
- Canal Saint-Martin